# Labessière-Candeil
Labessière-Candeil é uma comuna francesa na região administrativa da Occitânia, no departamento de Tarn. Estende-se por uma área de 21.98 km², e possui 750 habitantes, segundo o censo de 2018, com uma densidade de 34 hab/km².